# List o tolerancji

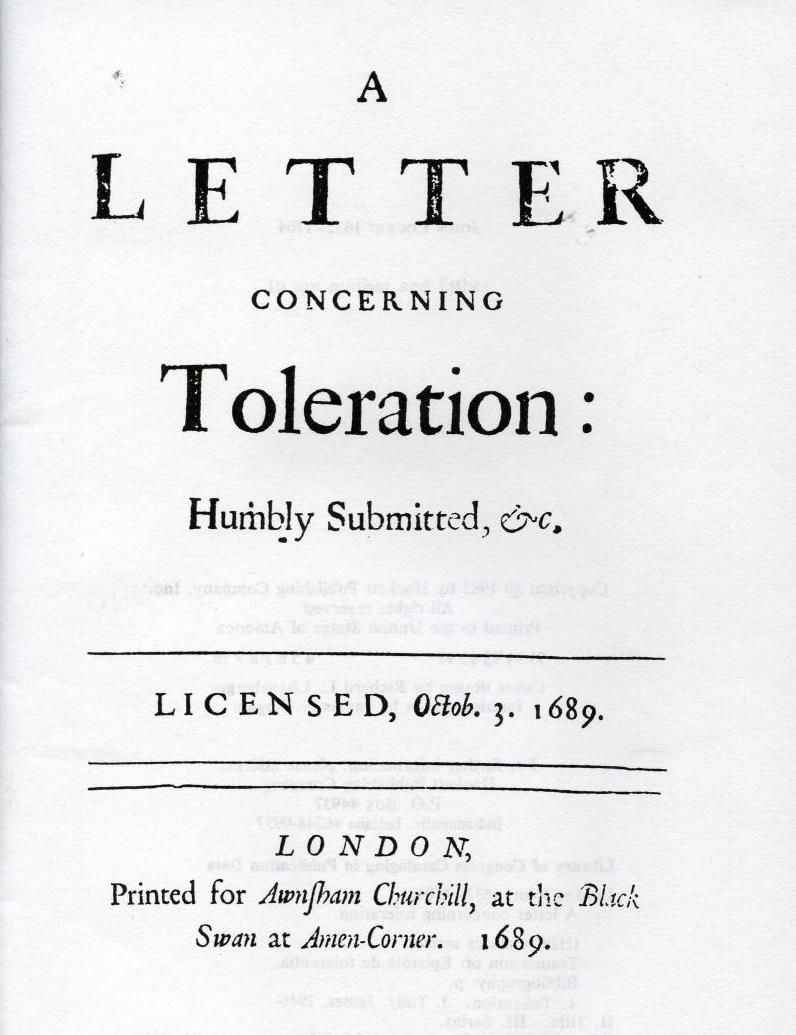
List o tolerancji, pierwodruk angielski (1689), strona tytułowa

List o tolerancji (łac. Epistola de tolerantia; ang. A letter concerning toleration) – traktat filozoficzny Johna Locke'a wydany w 1689 w Londynie przez Awnshama Churchilla.

## Poruszane zagadnienia
1. Tolerancja jako wartość zapisana w Ewangelii, wynikająca ze zdrowego rozsądku;
2. Konieczność rozdziału państwa od Kościoła;
3. Zakaz zmuszenia kogokolwiek do przyjęcia danej religii.
4. Niemożliwość uwierzenia na rozkaz;
5. Kościół jako wolna i dobrowolna grupa osób.